# Synagoga w Poddębicach
Synagoga w Poddębicach – dawna, murowana synagoga znajdująca się w Poddębicach przy ulicy Kaliskiej, w pobliżu ul. Nadrzecznej.

## Historia synagogi
Synagoga została zbudowana na początku XIX wieku. Podczas II wojny światowej hitlerowcy zdewastowali synagogę. Po wojnie synagogę przebudowano na biura, które znajdują się w niej do dziś.